# Jean-Baptiste Moens

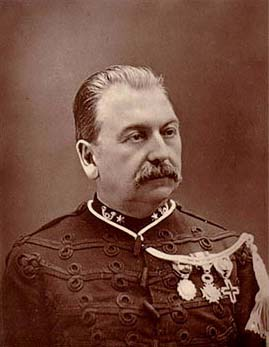
Jean-Baptiste Moens

Jean-Baptiste Moens (* 27. Mai 1833 in Tournai; † 29. April 1908 in Ixelles/Elsene) war ein belgischer Berufsphilatelist und einer der Pioniere des Briefmarkenhandels.

## Leben
Zunächst war er ab dem Alter von 19 Jahren Buchhändler. Bereits in den 1850er Jahren begann er mit dem Handel von Briefmarken. Namhafte Philatelisten zählten zu seinen Kunden und er verkaufte sehr viele philatelistische Raritäten. Außerdem verfasste er einige philatelistische Bücher, teils in Zusammenarbeit mit Louis Hanciau und veröffentlichte eigene Briefmarkenkataloge. Hanciau wurde sein Geschäftspartner. Ab 15. Februar 1863 bis 1900 gab er eine der weltweit ersten philatelistischen Fachzeitschriften mit dem Namen „Le Timbre-Poste“ heraus, deren Redakteur wiederum Louis Hanciau war. Eine Spezialität von ihm waren Neu- und Nachdrucke von Briefmarken, teilweise mit originalen Druckplatten. Zudem handelte er mit postalischen Restbeständen von Briefmarken,  beides war damals noch nicht verboten. Sowohl sein Ruf als auch seine Umsätze waren legendär. 1898 erstellte er eine Biografie aller damals bekannten 19 Mauritius Post Office-Marken. Die von ihm eingeführte römische Nummerierung (I–XIX) wurde auf später entdeckte Exemplare ausgedehnt und gilt bis heute. 1900 beendete er seine geschäftliche Tätigkeit.

### Privatleben
Jean-Baptiste Moens war der Sohn von Colette Blangenois und dem Soldaten Phillipe Moens. Jean-Baptiste Moens begann bereits in jungem Kindesalter Briefmarken der Post seiner Eltern zu sammeln.
Gegen 1850 lernte Moens seine Frau Sophie, geborene Huys kennen. Sie hatten zusammen sieben Kinder und adoptierten fünf weitere Kinder.
Jean-Baptiste Moens starb 1908 in Ixelles und wurde dort auf dem Friedhof begraben.